# Lönashult och del av Håldala
Lönashult och del av Håladala is een plaats in de gemeente Alvesta in het landschap Småland en de provincie Kronobergs län in Zweden. De plaats heeft 169 inwoners (2000) en een oppervlakte van 40 hectare.

## Verkeer en vervoer
Bij de plaats loopt de Länsväg 126.